# Русско-македонская и македонско-русская транслитерация
Передача македонских имён и названий в русском языке, а русских — в македонском имеет недавнюю историю, со времени придания македонскому языку официального статуса в начале 1950-х годов. Ниже приведён краткий перечень основных правил.

## Передача русских имён собственных в македонском языке
Передача русских имён собственных в македонском языке основана не на их произношении, а на их письменной форме. Таким образом, изменения в произношении гласных а, о, е, зависящие от ударения, македонским правописанием также не передаются: Москва (произн. Масква́) — Москва, Толстой (произн. Талсто́ј) — Толстој.

### Побуквенная транслитерация

#### ы
- Русская буква ы в македонском языке всегда передаётся через и: Крым — Крим, Чернышевский — Чернишевски, Крылов — Крилов.

#### ё
- Буква ё передаётся через јо, однако после согласных ж, ч, ш, щ, ль, нь — через о: Ёлкино — Јолкино, Присёлков — Присјолков, Тёша — Тјоша, Семён — Семјон, Хрущёв — Хрушчов, Чернышёв — Чернишов, Ткачёв — Ткачов, Плетнёв — Плетњов, Хмелёв — Хмељов, Лёвин — Љовин, Лёва — Љова.

Но: Потёмкин — Потемкин.

#### э
- Буква э передаётся через е: Бэла — Бела, Эрмитаж — Ермитаж, Эйзенштейн — Ејзенштејн, Эренбург — Еренбург.

#### е
- Буква е в начале имени и во всех других позициях передаётся через е: Евсеев — Евсеев, Енисей — Енисеј, Евгений — Евгениј, Есенин — Есенин, Еремеич — Еремеич, Алексей — Алексеј, Яковлев — Јаковлев, Лебедев — Лебедев, Аверченко — Аверченко, Герасимов — Герасимов, Некрасов — Некрасов, Онегин — Онегин, Тургенев — Тургенев, Тетерев — Тетерев, Терешкова — Терешкова, Нева — Нева, Кузнецов — Кузнецов, Ленин — Ленин, Смоленск — Смоленск.

#### Мягкость
- Мягкость согласного перед е и и в македонском языке не передаётся: Екатерина — Екатерина, Евсеев — Евсеев, Андреев — Андреев, Фадеев — Фадеев, Вересаев — Вересаев, Некрасов — Некрасов, Кузнецов — Кузнецов, Ленин — Ленин, Нева — Нева, Олег — Олег, Нина — Нина, Бунин — Бунин, Никитин — Никитин, Лидия — Лидија, Лиза — Лиза, Голицын — Голицин, Таллин — Талин, Воронеж — Воронеж, Калинин — Калинин.

#### ье
- Сочетание ье после согласных в середине или в конце слова, кроме как после л и н, передаётся как је: Лаврентьев — Лаврентјев, Аркадьевич — Аркадјевич, Дементьев — Дементјев, Закавказье — Закавказје, Поволжье — Поволжје.

#### льеильи
- Сочетания лье и льи передаются как ле и ли: Витальевна — Виталевна, Васильевич — Василевич, Ильич — Илич, Савельич — Савелич, Ильинский — Илински.

#### ль
- Сочетание ль в конце слога или слова передаётся через љ: Гоголь — Гогољ, Даль — Даљ, Кремль — Кремљ, Путивль — Путивљ, Ярославль — Јарослављ, Севастополь — Севастопољ, Колька — Кољка, Раскольников — Раскољников, Удальцов — Удаљцов, Ильф — Иљф, Хмельницкий — Хмељницки, Дельвиг — Дељвиг, Ковель — Ковељ, Бальмонт — Баљмонт.

Исключения: Ольга — Олга, Аксельрод — Акселрод, Архангельск — Архангелск, Уральск — Уралск, Комсомольск — Комсомолск, Эльбрус — Елбрус, большевик — болшевик.

#### лю
- Сочетание лю передаётся через љу: Любовь — Љубов, Добролюбов — Доброљубов, Людмила — Људмила, Люся — Љусја, Нехлюдов — Нехљудов.

#### лильпередяию
- Буква л перед я, а также сочетание ль перед я и перед ю передаются как лј: Галя — Галја, Оля — Олја, Коля — Колја, Беляев — Белјаев, Шаляпин — Шалјапин, Челябинск — Челјабинск, Емелян — Емелјан, Илья — Илја, Ульянов — Улјанов, Ильюшин — Илјушин.

#### нпередьеиьи
Буква н перед ье и перед ьи передаётся македонской буквой њ: Арсеньев — Арсењев, Евгеньич — Евгењич, Лавреньев — Лаврењев, Ананьев — Анањев.

### Сочетаниеньв конце слога
- Сочетание нь в конце слога в середине слова перед согласной передаётся через њ: Ванька — Вањка, Сашенька — Сашењка, Стенька — Стењка, Панько — Пањко.
- В конце слова сочетание нь передаётся через њ: Астрахань — Астрахањ, Кубань — Кубањ, Казань — Казањ, Рязань — Рјазањ.

#### ниньпередяию
- Буква н и сочетание нь перед я, ю передаётся через њ: Ваня — Вања, Дуня — Дуња, Соня — Соња, Таня — Тања, Нюра — Њура, Нюся — Њусја, Аксинья — Аксиња, Меланья — Мелања.

#### Другие согласные передь
- Все прочие согласные перед ь в любых позициях передаются как твёрдые: Игорь — Игор, Лазарь — Лазар, Любовь — Љубов, Сибирь — Сибир, Пермь — Перм, Горький — Горки, Васька — Васка, Припять — Припјат, Кузьма — Кузма, Харьков — Харков.

#### Начальныеяию
- Буквы я и ю в начале имени, после гласных или букв ь, ъ, а также после всех согласных, кроме н и л, передаются через ја и ју: Яковлев — Јаковлев, Яснов — Јаснов, Боря — Борја, Варя — Варја, Володя — Володја, Надя — Надја, Костя — Костја, Митя — Митја, Настя — Настја, Дуся — Дусја, Юдин — Јудин, Юрий — Јуриј, Андрюша — Андрјуша, Брюсов — Брјусов, Батюшков — Батјушков, Тютчев — Тјутчев, Тюленев — Тјуленев, Дедюшкин — Дедјушкин, Авдотья — Авдотја, Агафья — Агафја, Марусья — Марусја, Татьяна — Татјана.

#### щ
- Буква щ передаётся в македонском языке сочетанием шч: Щерба — Шчерба, Щедрин — Шчедрин, Рощин — Рошчин, Щепкин — Шчепкин, Верещагин — Верешчагин.

#### Удвоение согласных
- Удвоенные согласные в македонском языке передаются как одна: Массалитинова — Масалитинова, Серебренников — Серебреников, Одесса — Одеса, Аллахвердян — Алахвердјан.

Но: Бессонов — Бессонов.

### Имена нерусского происхождения
- Русские имена собственные иностранного происхождения обычно сохраняют ту форму, что они имеют в русском языке: Гильфердинг — Гиљфердинг, Кюи — Кјуи, Кюхельбекер — Кјухељбекер.
- В именах, происходящих из немецкого языка или идиша, сочетание ей, эй обычно передаётся как еј: Штейн — Штејн, Эйзенштейн — Ејзенштејн, Рубинштейн — Рубинштејн, Бернштейн — Бернштејн, Бронштейн — Бронштејн, Мейерхольд — Мејерхољд, Эйдеман — Ејдеман.

Но: Герцен — Херцен.

#### Отсутствие адаптации согласных по звонкости/глухости
- В русских именах не происходит адаптации стоящих рядом согласных по принципу звонкости или глухости (в отличие, например, от сербского языка). В подобных случаях адаптация не происходит и в македонском языке: Безбородко — Безбородко, Гладков — Гладков, Тбилиси — Тбилиси, Мусоргский — Мусоргски, Надсон — Надсон, Витебск — Витебск.

Но: Мережковский — Мерешковски.

### Окончания личных имён и фамилий

#### Личные имена
- В личных именах окончание -ий передаётся как -иј: Юрий — Јуриј, Терентий — Терентиј, Василий — Василиј, Анатолий — Анатолиј.

#### Фамилии
- Окончания -ий и -ый в русских мужских фамилиях передаются через -и: Бедный — Бедни, Грозный — Грозни, Чёрный — Чорни, Достоевский — Достоевски.
- Мужские фамилии на -ой остаются неизменными: Крамской — Крамској, Трубецкой — Трубецкој, Шаховской — Шаховској, Кошевой — Кошевој, Полевой — Полевој, Толстой — Толстој.
- Окончание женских фамилий -ая передаётся как -аја: Крупская — Крупскаја, Плисецкая — Плисецкаја, Крамская — Крамскаја, Трубецкая — Трубецкаја, Полевая — Полеваја, Толстая — Толстаја.
- Русские фамилии на -ич аналогично передаются и в македонском: Григорович — Григорович, Шостакович — Шостакович.

## Передача македонских имён собственных в русском языке
| Македонская буква | Русская транскрипция                                                                                            |
| ----------------- | --- |
| А а               | а |
| Б б               | б |
| В в               | в |
| Г г               | г |
| Д д               | д |
| Ѓ ѓ               | дж (ѓа→джя, ѓо→джё, ѓу→джю)                                                                                     |
| Е е               | э (в начале слова и после гласных), е (после согласных)                                                         |
| Ж ж               | ж |
| З з               | з |
| Ѕ ѕ               | дз |
| И и               | и |
| Ј ј               | й (в начале слова и после гласных: ја→я, је→е, јо→йо, ју→ю; после согласных: ја→ья, је→ье, ји→ьи, јо→ьо, ју→ью) |
| К к               | к |
| Л л               | л |
| Љ љ               | ль (ља→ля, ље→ле, љи→ли, љо→лё, љу→лю)                                                                          |
| М м               | м |
| Н н               | н |
| Њ њ               | нь (ња→ня, ње→не, њи→ни, њо→нё, њу→ню)                                                                          |
| О о               | о |
| П п               | п |
| Р р               | р |
| С с               | с |
| Т т               | т |
| Ќ ќ               | ч |
| У у               | у |
| Ф ф               | ф |
| Х х               | х |
| Ц ц               | ц |
| Ч ч               | ч |
| Џ џ               | дж |
| Ш ш               | ш |

Передача отдельных частей слова в географических названиях с македонского языка на русский представлена в таблице ниже.
| Македонская часть слова | Русская транскрипция | Примечания/пример |
| ----------------------- | -------------------- | --- |
| -ски, -ска, -ско        | -ский, -ская, -ское  | Македонские окончания преобразуются в форму, схожую с русскими прилагательными: Бегејски канал Бегейский канал, Дојранско Езеро Дойранское озеро    |
| -ск-                    | -(с)ск-              | Перед суффиксом восстанавливается конечный согласный основы существительного, от которого было образовано прилагательное: Виски канал Висский канал |

- Македонские географические термины, которые совпадают по значению и корню с русскими, переводятся: Крива Река река Крива, Бело Езеро озеро Бело (не Белое), Мавровско Езеро озеро Мавровское (см. передачу окончаний выше).
- Македонские географические термины, которые не совпадают по значению и корню с русскими, транскрибируются: Титов Врв гора Титов-Врв, Дуги оток остров Дуги-Оток. Прилагательные отыменные сохраняют свои первоначальную форму: Таорска Клисура ущелье Таорска-Клисура.
- Составные географические названия, состояющие из двух и более знаменательных слов, передаются через дефис, а каждое составное слово пишется с прописной буквы: Стар Дојран Стар-Дойран, Мала Босна Мала-Босна.
- Удвоенные согласные в македонском языке передаются на русский так же (но не наоборот, см #Удвоение согласных).